# Циркуше в Тухињу
Циркуше в Тухињу (словен. Cirkuše v Tuhinju) је насељено место у општини Камник, Средњесловенска регија, Словенија.

## Историја
До територијалне реорганизације у Словенији биле су у саставу старе општине Камник.

## Становништво
У попису становништва из 2011. године, Циркуше в Тухињу су имале су 73 становника.
| Број становника према пописима | Број становника према пописима | Број становника према пописима |
| ------------------------------ | ------------------------------ | ------------------------------ |
| 1991                           | 2002                           | 2011                           |
| 59                             | 67                             | 73                             |

Напомена: До 1955. исказивано под именом Циркуше.